# Manege de Moscovo

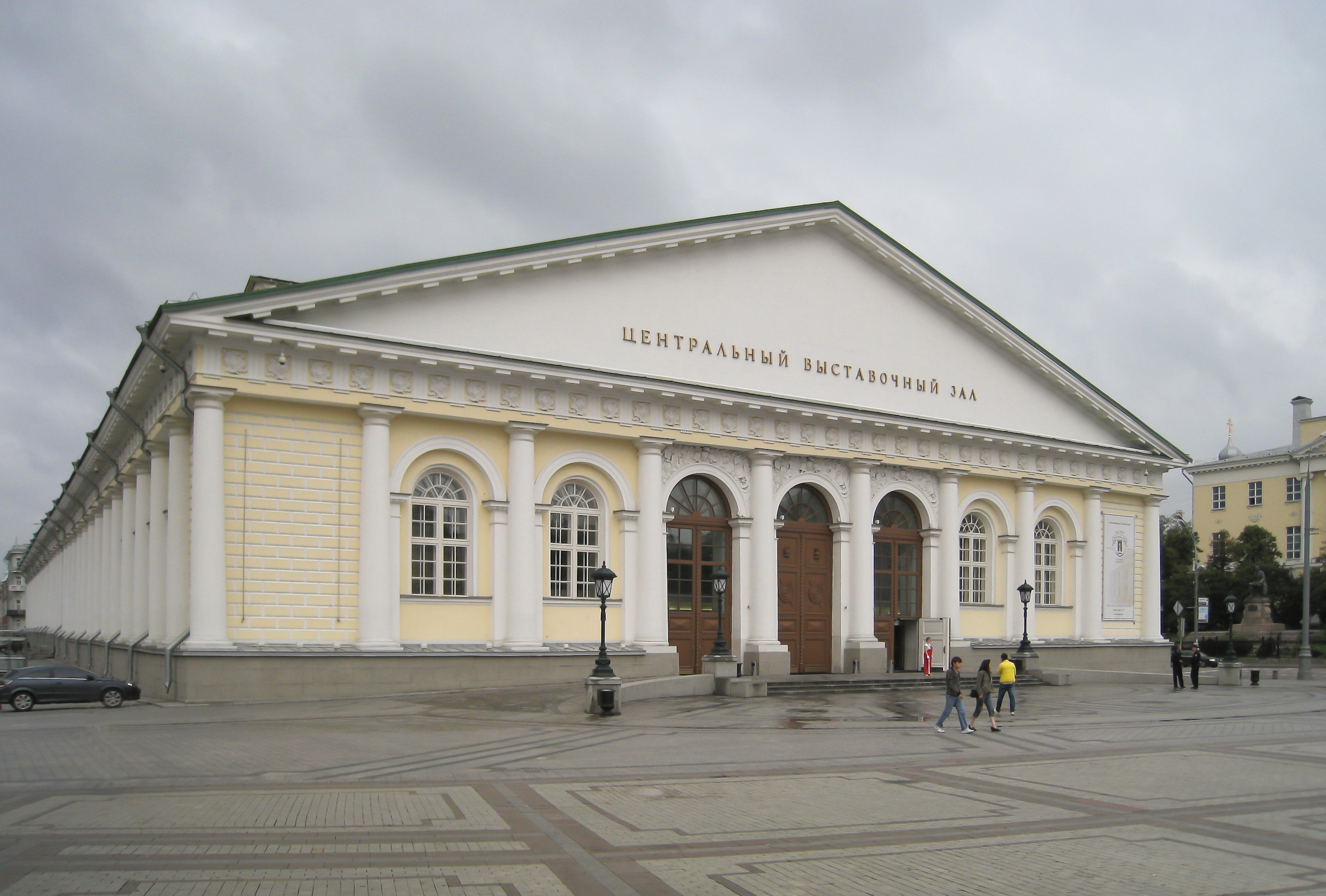
Manege de Moscou

O Manege de Moscovo (português europeu) ou Moscou (português brasileiro) é uma construção larga e oblíqua que dá o seu nome à Praça Manege Square, que foi construída nos anos 30. Esta praça está perto da famosa Praça Vermelha. Um picadeiro é uma academia de montagem interior.
Desenhada pelo engenheiro espanhol Agustín de Betancourt y Molina e tem um único teto, sem apoio interno para 45 metros, e foi erguida entre 1817 e 1825 pelo arquitecto russo Joseph Bové, que o vestiu num exterior neoclássico, uma ordem de colunas dóricas romanas a juntar baías de janelas de arco encabeçado numa arcada cega, pintada de branco e amarelo creme. O telhado, que tem as suas vigas internas expostas, assenta em colunas externas do Manege.

Primeiro, a estrutura foi usada como piqueiro tradicional, para acolher paradas de cavaleiros e como escola de treino para oficiais. O picadeiro era grande o suficiente para aguentar um regimento de infantaria inteiro, com mais de 2000 soldados, bem como o público convidado. Desde 1831 tem sido usado como um lugar de exibições. Em 1867, Hector Berlioz e Nikolai Rubinstein actuaram no Manege perante uma multidão de 12 mil pessoas. Durante a era soviética, o edifício foi usado como uma galeria de arte.

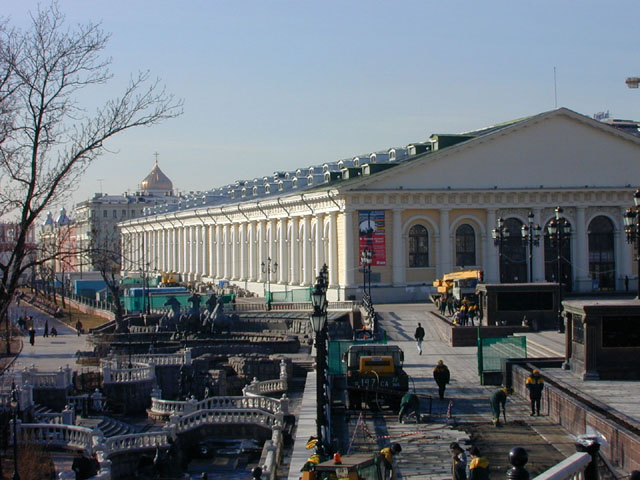
Vista do Manege da Praça de Manezhnaya.

A 14 de Março de 2004 o edifício incendiou-se, e o incêndio resultou na morte de dois bombeiros. As traves de madeira partiram-se, deixando as paredes remanescentes no local. Segundo a investigação oficial, a causa do fogo foi um curto-circuito. A 18 de Fevereiro de 2005 o restaurado Manege continuou a sua actividade como pavilhão de exibições, montando uma exposição que estava prevista para o dia do seu incêndio.